# Renzo Rubino

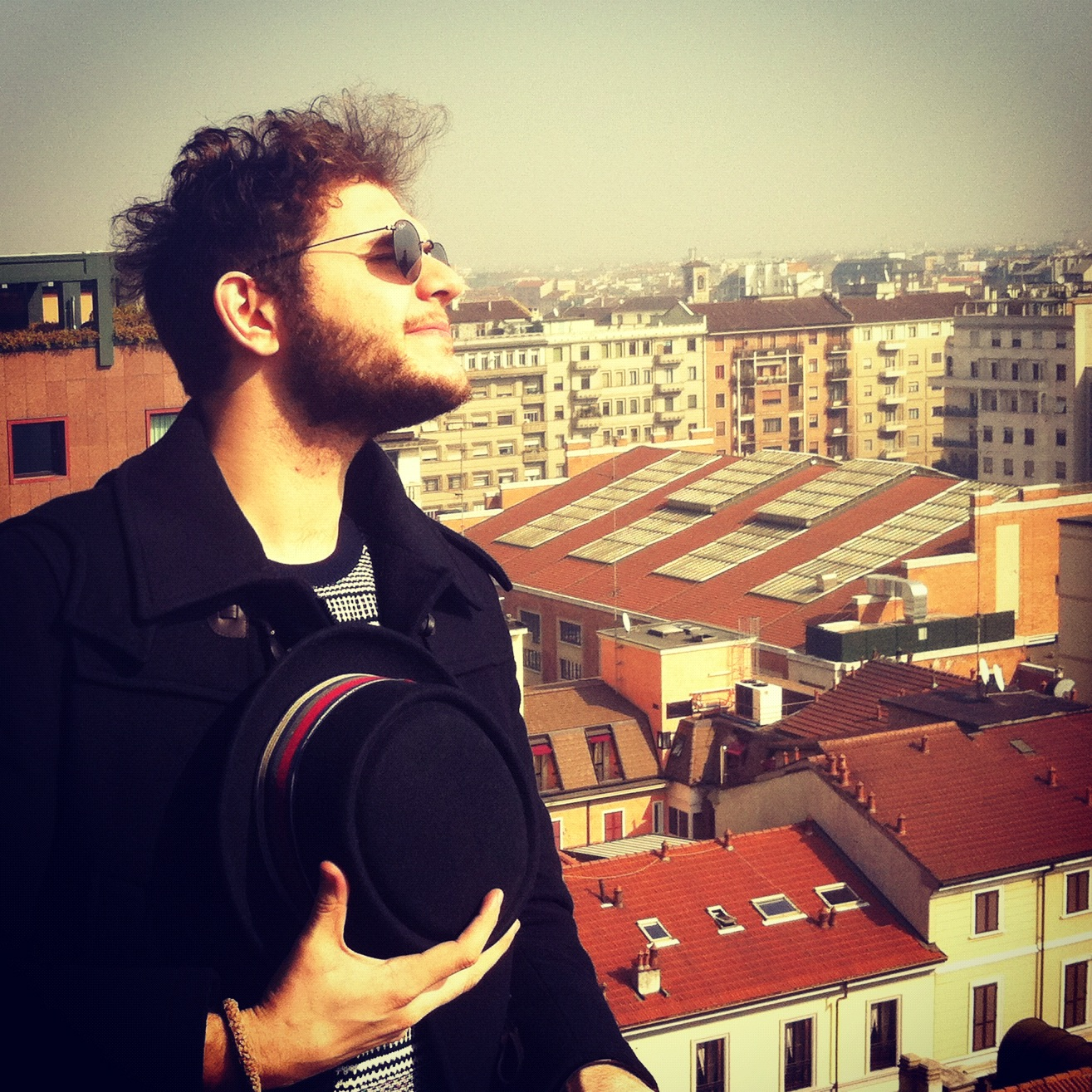
Renzo Rubino im Jahr 2013

Renzo Rubino (* 17. März 1988 in Martina Franca, Apulien, als Oronzo Rubino)  ist ein italienischer Popsänger.

## Leben
Rubino begann seine musikalische Karriere in Nachtclubs und Kneipen, nahm dann an verschiedenen nationalen Wettbewerben teil, darunter Musicultura 2011, wo er unter die acht Finalisten gewählt wurde. Sein erstes Album war Farfavole. Nachdem er den Wettbewerb Area Sanremo gewonnen hatte, nahm er 2013 mit dem Lied Il postino (amami uomo), das eine homosexuelle Liebesgeschichte behandelt, am Sanremo-Festival teil und gewann den Kritikerpreis in der Kategorie Newcomer. Es folgte das Album Poppins.
Im folgenden Jahr nahm Rubino wiederum am Sanremo-Festival teil, diesmal in der Hauptkategorie. Mit dem Lied Ora gelang ihm der dritte Platz im Finale. Im Anschluss veröffentlichte er das Album Secondo Rubino. Nach einer längeren Pause meldete er sich 2017 mit Il gelato dopo il mare zurück; außerdem wurde seine Teilnahme am Sanremo-Festival 2018 angekündigt. Dort erreichte er mit Custodire den 13. Platz.

## Diskographie
Alben

| Jahr | Titel                  | Höchstplatzierung, Gesamtwochen, AuszeichnungChartsChartplatzierungen (Jahr, Titel, Platzierungen, Wochen, Auszeichnungen, Anmerkungen) | Anmerkungen |
| Jahr | Titel                  | IT | Anmerkungen |
| ---- | ---------------------- | --- | ----------- |
| 2013 | Poppins                | IT51 (4 Wo.)IT | Warner      |
| 2014 | Secondo Rubino         | IT17 (5 Wo.)IT | Warner      |
| 2017 | Il gelato dopo il mare | IT34 (1 Wo.)IT | Warner      |

- Farvavole (2011)

Singles

| Jahr | Titel Album                           | Höchstplatzierung, Gesamtwochen, AuszeichnungChartsChartplatzierungen (Jahr, Titel, Album, Platzierungen, Wochen, Auszeichnungen, Anmerkungen) | Anmerkungen |
| Jahr | Titel Album                           | IT | Anmerkungen |
| ---- | ------------------------------------- | --- | ----------- |
| 2013 | Il postino (Amami uomo) Poppins       | IT34 (2 Wo.)IT |             |
| 2014 | Ora Secondo Rubino                    | IT30 (3 Wo.)IT |             |
| 2014 | Per sempre e poi basta Secondo Rubino | IT74 (1 Wo.)IT |             |

- Pop (2013)
- Sottovuoto (2014)
- La La La (2017)
- Custodire (2018)

## Belege
1. 1 2  Eugenio Caliandro: Sanremo 2013: la grande notte di Renzo Rubino. In: Martina News. 13. Februar 2013, abgerufen am 7. April 2013.
2. ↑  Lucia Di Spirito: Musicultura 2011 trionfa Romeus – la cronaca della serata finale. In: Sorrisi.com. Arnoldo Mondadori Editore, 20. Juni 2011, archiviert vom Original (nicht mehr online verfügbar) am 10. Februar 2016; abgerufen am 10. Februar 2016.  Info: Der Archivlink wurde automatisch eingesetzt und noch nicht geprüft. Bitte prüfe Original- und Archivlink gemäß Anleitung und entferne dann diesen Hinweis.
3. ↑  Fulvio Di Giuseppe: Renzo Rubino, showcase in libreria. In: Repubblica.it. 14. März 2013, abgerufen am 7. April 2013.
4. ↑  Alben von Renzo Rubino. In: Italiancharts.com. Hung Medien, abgerufen am 18. März 2018.
5. ↑  Archivio classifiche Top Digital. FIMI, abgerufen am 18. März 2018 (italienisch).

| Personendaten    | Personendaten           |
| ---------------- | ----------------------- |
| NAME             | Rubino, Renzo           |
| KURZBESCHREIBUNG | italienischer Popsänger |
| GEBURTSDATUM     | 17. März 1988           |
| GEBURTSORT       | Martina Franca, Apulien |